# Hans Olof Ahnlund
Hans Olof Ahnlund, född 26 juli 1919 i S:t Matteus församling, Stockholm, död 10 oktober 2017, var en svensk läkare.
Efter studentexamen 1937 läste Ahnlund medicin i Stockholm och blev medicine kandidat 1940 samt medicine licentiat där 1946, samma år som han fick sin legitimation. Han var underläkare vid kirurgiska avdelningen på Eskilstuna lasarett 1946–1952, vid kirurgiska kliniken på Akademiska sjukhuset 1952–1956 och vid thoraxkirurgiska kliniken 1956–1959. Ahnlund blev biträdande lasarettsläkare vid kirurgiska avdelningen på Norrköpings lasarett 1959. Senare blev han överläkare och han har även varit verksam vid vårdcentralen i Åby. Han författade skrifter i ämnet kirurgi.
Hans Olof Ahnlund var son till historikern Nils Ahnlund och Lisa Hallberg samt bror till Erik, Knut och Henrik Ahnlund. Han gifte sig 1943 med läkaren Ann-Marie Evrell (1918–1997), också verksam vid Norrköpings lasarett, dotter till överingenjören Kaleb Evrell och Mary Lundblad. De fick barnen Gunnar 1944 (far till kompositören Elsa Järpehag), Hans 1946, Bengt 1950, Sven 1955 och Per 1959.